# Liquidambar styraciflua
Liquidambar styraciflua é uma árvore que pertence à família Altingiaceae. É nativa de áreas temperadas do leste da América do Norte e de regiões tropicais montanhosas do México e América Central.

## Etimologia
O nome do gênero desta planta, Liquidambar, foi dado pela primeira vez por Lineu em 1753 e significa "âmbar líquido", é a junção da palavra latim liquidus (líquido) com a palavra árabe ambar (âmbar), em alusão ao suco ou goma terebíntica perfumada que exala da árvore e de cor âmbar. Seu nome botânico, styraciflua, é um antigo nome genérico que significa "fluido com estoraque" (uma resina vegetal).
É conhecida no Brasil como Árvore-do-âmbar, Liquidâmbar e Rainha-do-outono. Também é erroneamente conhecida por Carvalho-canadense devido sua aparência lembrar espécies dos gêneros Carvalho e Acer, mas sem nenhuma ligação.

## Características
É uma árvore perene de porte grande que pode atingir de 15 a 45 metros. Seu tronco tem a casca marrom-avermelhada e levemente rachada a escamosa, mais tarde marrom-acinzentada e meio enrugada.
As árvores jovens apresentam copas cônicas e altas, enquanto as árvores maduras apresentam copas arredondadas e extensas. As folhas tem forma de estrela com três a sete lóbulos longos e serrilhados, com pecíolos longos. São da cor verde escuro, lisas e brilhantes, geralmente ficando com diferentes tonalidades de verde claro, amarelo, laranja e vermelho no outono, muitas vezes de forma simultânea. É caducifólia no inverno.
Na primavera surgem as inflorescências, de cor verde e de pouca importância ornamental. É monoicia, com as flores masculinas em cachos e as flores femininas penduradas no final do mesmo caule.

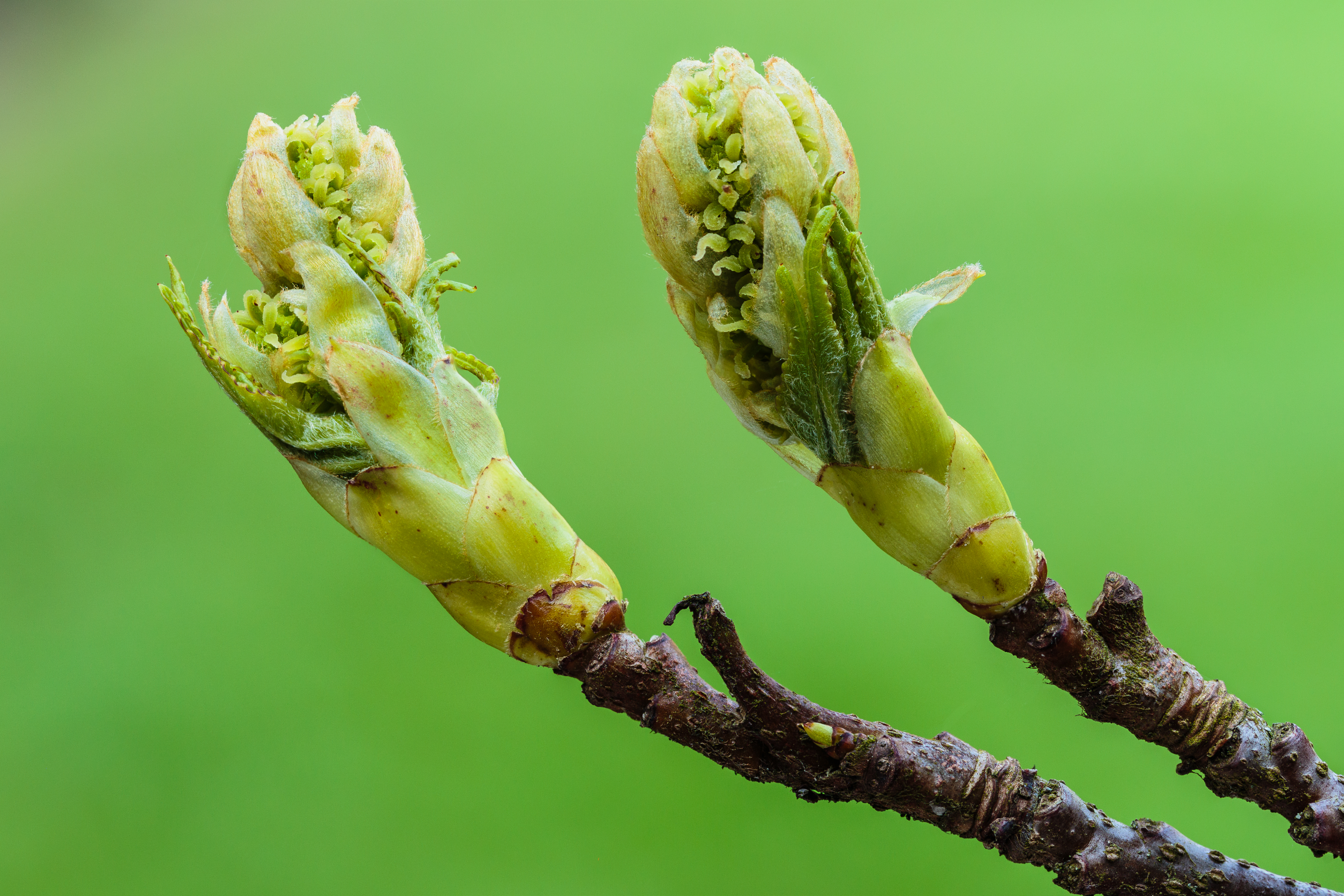
Desenvolvimento das folhas e botões florais de Liquidambar styraciflua.

Os frutos são globosos, recobertos por espinhos e lenhosos quando maduros. Cada fruto é composto, formado por até 40 cápsulas com uma a duas sementes cada.

## Cultivo
É muito utilizada para arquitetura paisagista em grandes áreas, como parques, praças e ao redor de avenidas. É mais encontrada nas regiões sul e sudeste do Brasil, onde o clima é subtropical a temperado. Em Curitiba, capital do Paraná, a árvore faz sucesso na Rua Deputado Heitor Alencar Furtado, no bairro Mossunguê, com 853 exemplares.

## Galeria

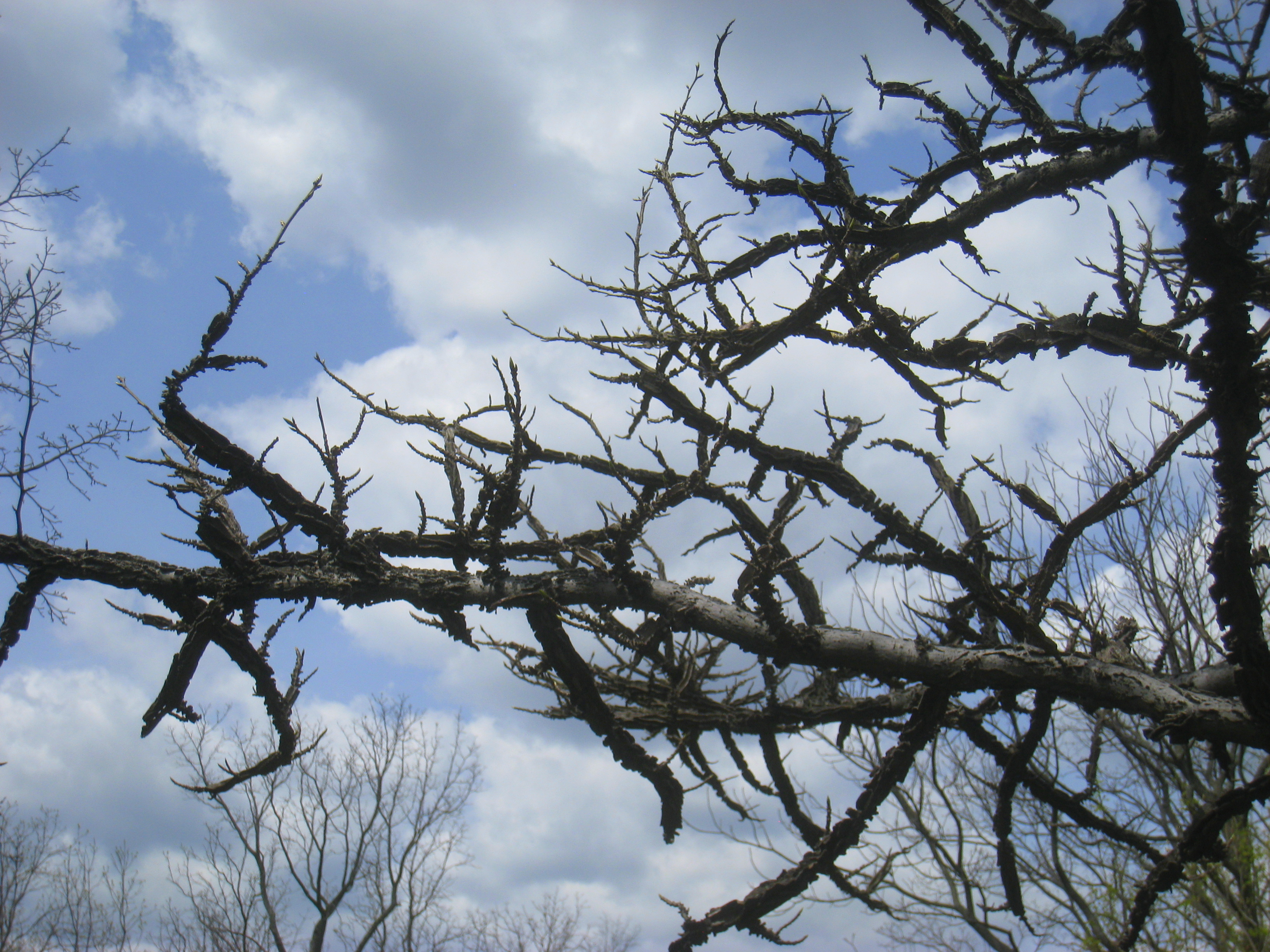
Pequenos ramos com   placas laterais de casca
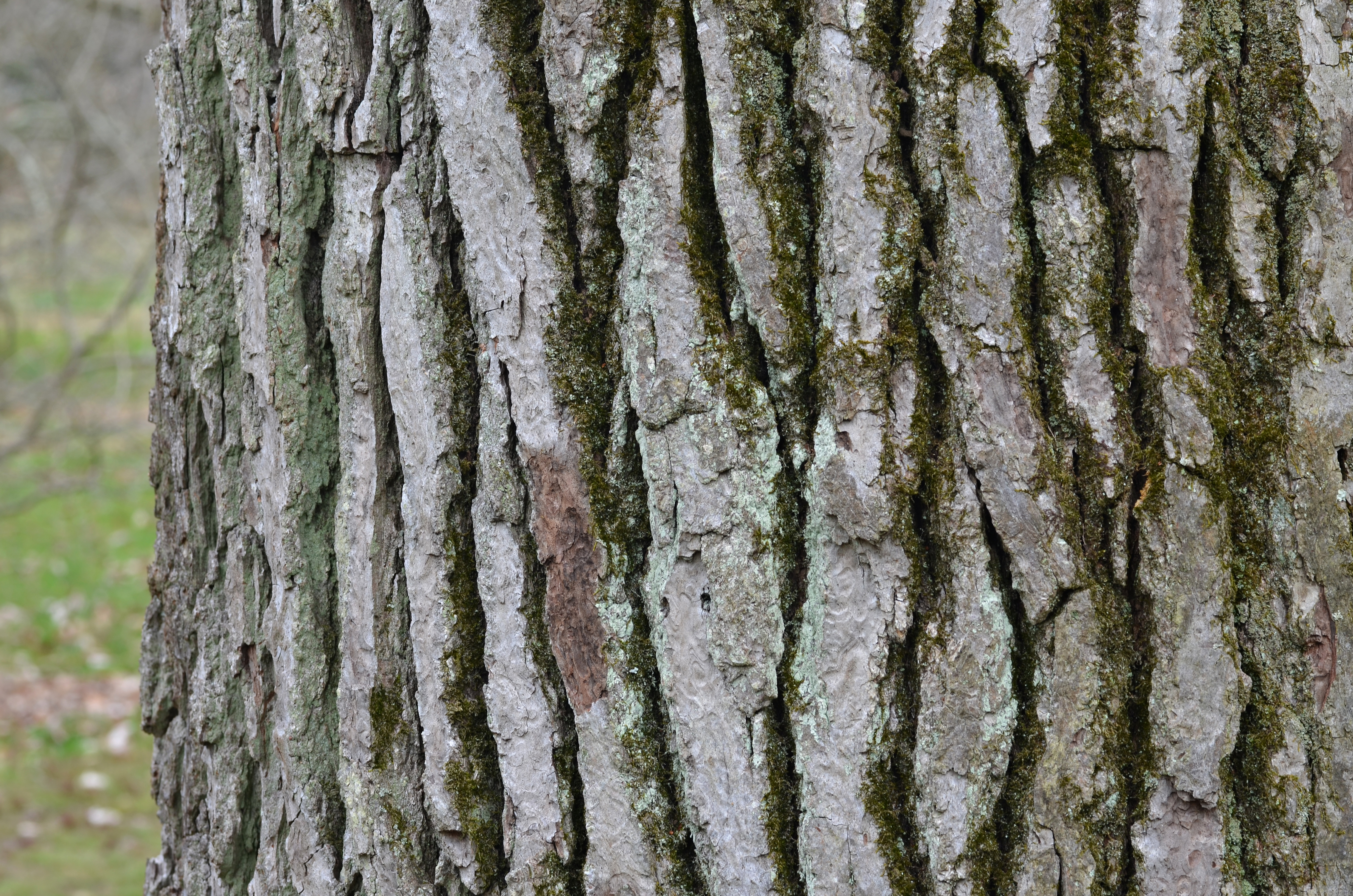
Casca profundamente estriada
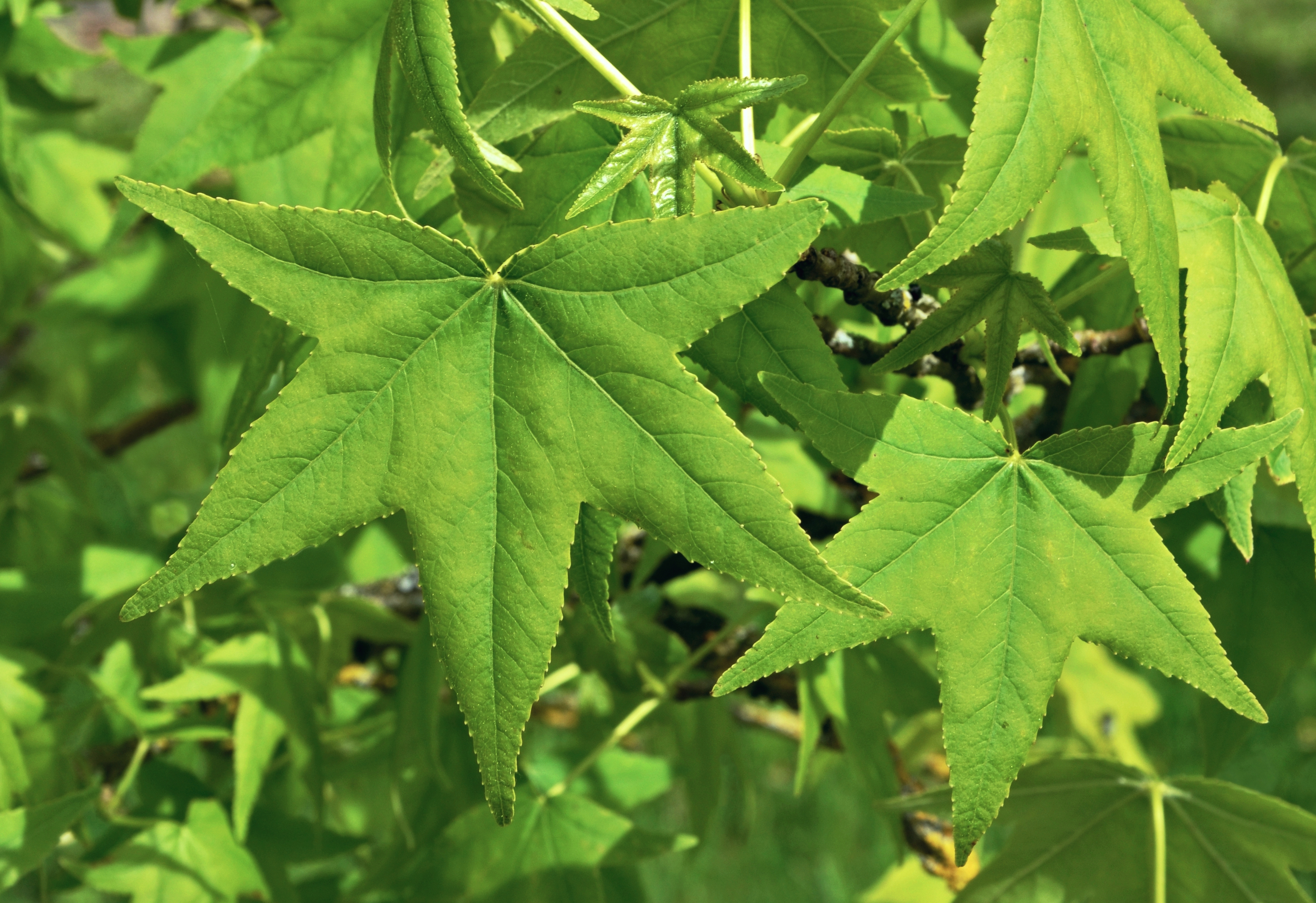
Folhagem no verão
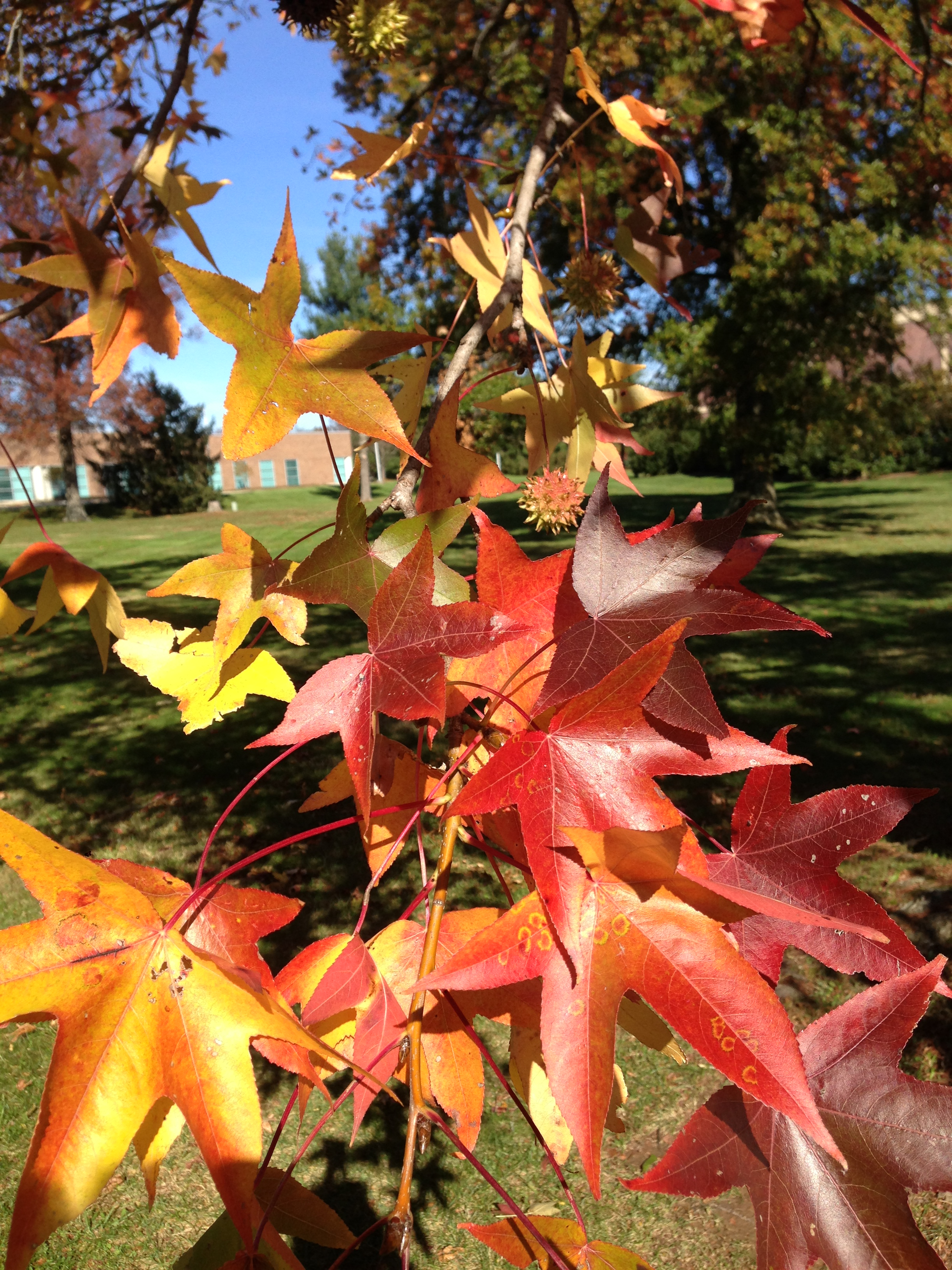
Folhagem no outono
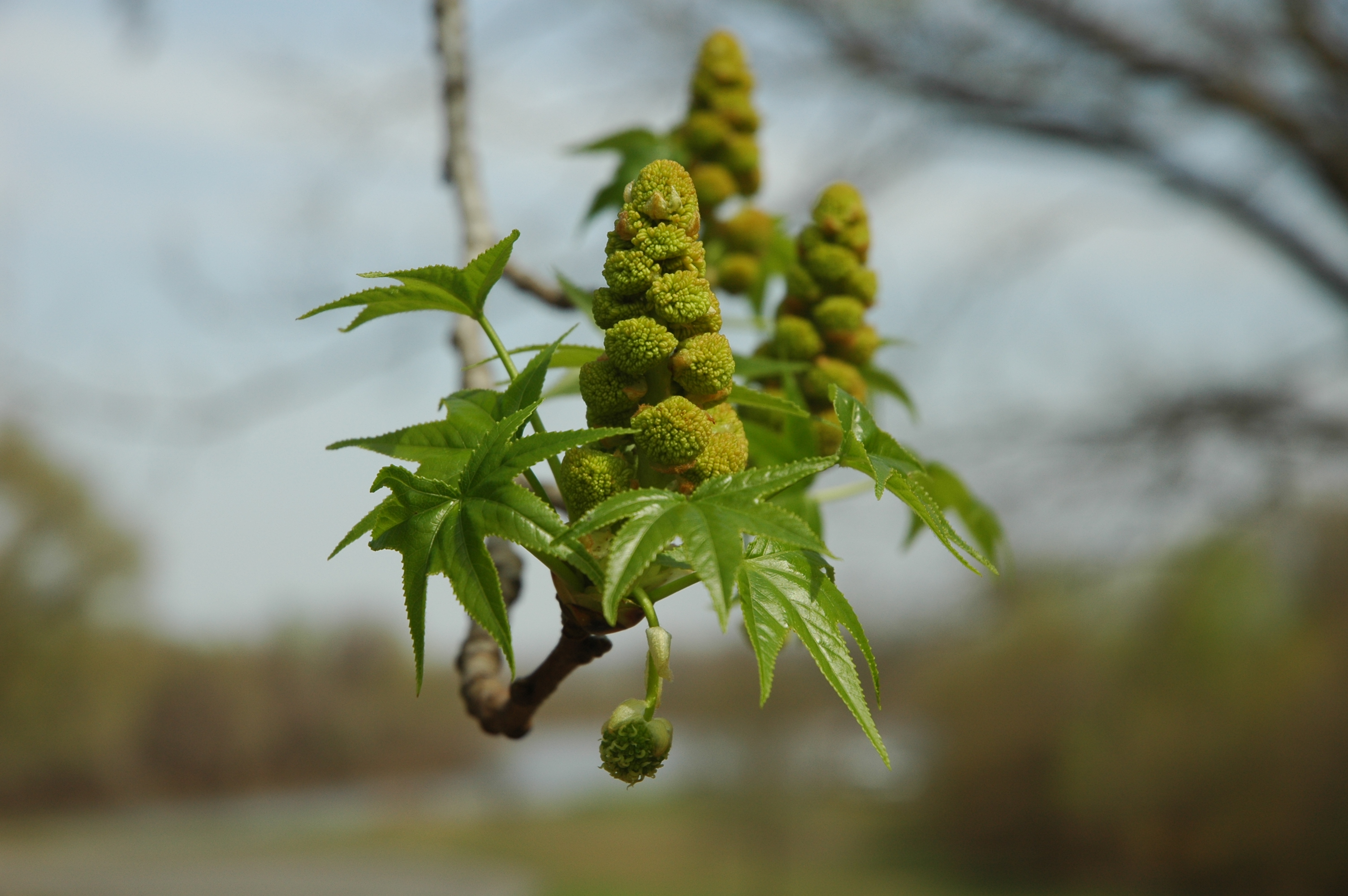
Flores
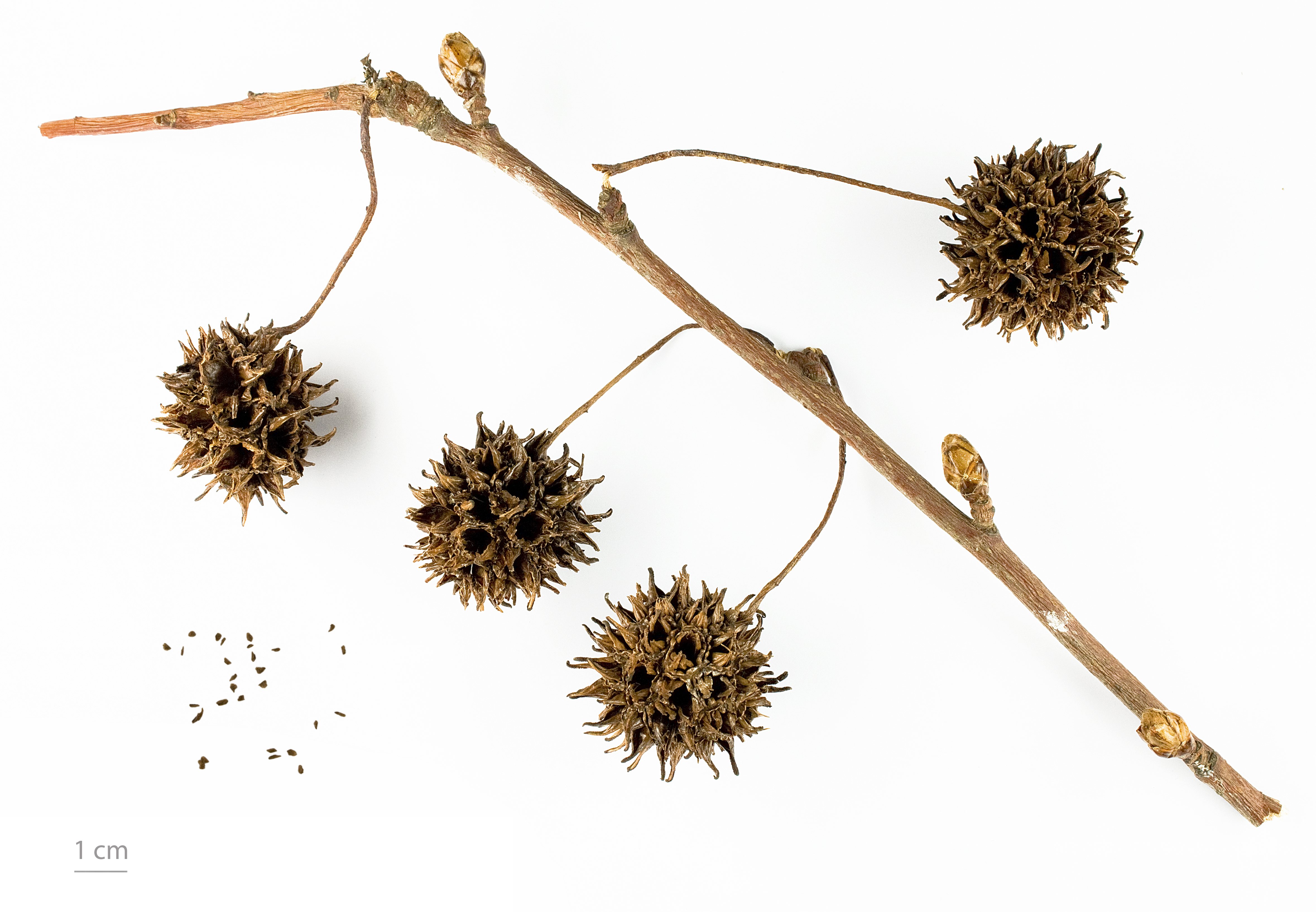
Frutos e sementes - MHNT